# Mirbelia densiflora
Mirbelia densiflora är en ärtväxtart som beskrevs av Charles Austin Gardner. Mirbelia densiflora ingår i släktet Mirbelia och familjen ärtväxter. Inga underarter finns listade i Catalogue of Life.